# Monuments historiques im Département Haute-Garonne

Logo Monument historique

Im Département Haute-Garonne gab es zum 1. Juli 2019 insgesamt 571 Bauwerke, die als Ganzes oder teilweise (nur Fassade, Glockenturm einer Kirche oder Portal usw.) als Monument historique auf der Denkmalliste standen.
Von den 586 Gemeinden im Département Haute-Garonne besitzen 213 mindestens ein Monument historique und in 373 Gemeinden gibt es kein Monument historique. 
Die Einstufung beweglicher Objekte als Monument historique, wie zum Beispiel Skulpturen (siehe: Kategorie:Monument historique (Skulptur)), Kirchenfenster (siehe: Kategorie:Monument historique (Glasmalerei)), Taufbecken (siehe: Kategorie:Monument historique (Taufbecken)) und andere sind hier nicht berücksichtigt.